# Speak to Me (singel Roxette)
Speak to Me – singel szwedzkiego duetu Roxette wydany 18 kwietnia 2011 roku promujący album Charm School. Został wydany w Szwecji, Belgii i RPA.

## Lista utworów
- Digital download

1. "Speak to Me" (Bassflow Remake) – 3:39
2. "Stars" (Live from Barcelona 24 October 2001) – 4:06

- Digital download/CD Single

1. "Speak to Me" (Bassflow Remake) – 3:39
2. "Speak to Me" (Original Mix) – 3:41
3. "Stars" (Live from Barcelona 24 October 2001) – 4:06

- 7" Vinyl

Side A
1. "Speak to Me" (Bassflow Remake) – 3:39
2. "Speak to Me" (Original Mix) – 3:41

Side B
1. "She’s Got Nothing On (But the Radio)" (Adrian Lux Mix) – 5:34
2. "She’s Got Nothing On (But the Radio)" (Adam Rickfors Mix) – 3:29